# Biatlon op de Aziatische Winterspelen 2007
Biatlon was een onderdeel van de Aziatische Winterspelen 2007 in China in Changchun op het skigebied Beidahu. Er werden wedstrijden gehouden van 29 januari tot 2 februari 2007.

## Mannen

### 10 kilometer sprint
De 10 kilometer sprint voor de mannen werd gehouden op de openingsdag van de Aziatische Winterspelen, 29 januari. Isa was niet de snelste biatleet van de dag, maar door een foutloze schietronde wist hij zijn opponent Zhang Cengye voorbij te streven. Zhang Cengye was bij aanvang van het toernooi de enige biatleet die een top 10 klassering had behaald in de wereldbekercyclus. 
| Plaats | Atleet           | Land       | Tijd     | Gemist | Gat      |
| ------ | ---------------- | ---------- | -------- | ------ | -------- |
| Goud   | Hidenori Isa     | Japan      | 29:35.66 | 0+0    |          |
| Zilver | Zhang Chengye    | China      | 29:43.33 | 1+3    | +7.67    |
| Brons  | Zhang Qing       | China      | 30:28.84 | 0+1    | +53.18   |
| 4      | Tatsumi Kasahara | Japan      | 30:51.02 | 1+2    | +1:15.36 |
| 5      | Tian Ye          | China      | 30:56.74 | 0+2    | +1:21.08 |
| 6      | Sergey Naumik    | Kazachstan | 31:23.93 | 1+1    | +1:48.27 |

## Vrouwen

### 7,5 kilometer sprint
De drie atleten uit China die in de top 25 stonden van de wereldbeker stonden behaalden de drie medailles. Dong was tot deze wedstrijd het beste in de wereldbekercyclus, met als beste resultaat een zevende plaats. Echter zorgde de 29-jarige Liu, die tijdens de wereldkampioenschappen biatlon in 2005 een zilveren medaille behaalde, voor een verrassing door het goud te pakken.
| Plaats | Atleet              | Land       | Tijd     | Gemist | Gat      |
| ------ | ------------------- | ---------- | -------- | ------ | -------- |
| Goud   | Liu Xianying        | China      | 25:19.28 | 0+2    |          |
| Zilver | Kong Yingchao       | China      | 25:23.37 | 0+1    | +4.09    |
| Brons  | Dong Xue            | China      | 26:16.28 | 2+3    | +57.00   |
| 4      | Tamami Tanaka       | Japan      | 27:09.60 | 2+2    | +1:50.32 |
| 5      | Viktoria Afanasyeva | Kazachstan | 27:21.32 | 1+4    | +2:02.04 |
| 6      | Megumi Izumi        | Japan      | 27:52.34 | 4+0    | +2:33.06 |

### 10 kilometer achtervolging
Het gat tussen Kong en de rest van het veld was erg groot, dit was vooral de oorzaak van het goede ski- en schietwerk van de Chinees.
| Plaats | Atleet              | Land       | Tijd     | Gemist  | Gat      |
| ------ | ------------------- | ---------- | -------- | ------- | -------- |
| Goud   | Kong Yingchao       | China      | 36:13.39 | 0+0+0+0 |          |
| Zilver | Liu Xianying        | China      | 37:01.90 | 1+0+0+2 | +1:48.51 |
| Brons  | Dong Xue            | China      | 40:12.52 | 0+2+1+2 | +3:59.13 |
| 4      | Jelena Chroestaleva | Kazachstan | 42:27.82 | 3+0+1+0 | +6:16.43 |
| 5      | Yin Qiao            | China      | 42:40.93 | 1+2+0+2 | +6:29.54 |
| 6      | Viktoria Afanasyeva | Kazachstan | 43:00.70 | 2+0+1+4 | +6:49.31 |

Alpineskiën · 
Biatlon · 
Curling · 
Freestyleskiën · 
IJshockey · 
Kunstrijden · 
Langlaufen · 
Schaatsen · 
Shorttrack · 
Snowboarden